# علم مينا دانيال
علم مينا دانيال راية رفعها متظاهرون في الاحتجاجات التي تلت أحداث ماسبيرو 2011 التي واجهت فيها القوات المسلحة المصرية بالمصفحات والجنود متظاهرين سلميين أمام مبنى الإذاعة والتلفزيون في القاهرة مما أسفر عن مقتل عشرات المتظاهرين أغلبهم من المسيحيين، كما رُفعت الراية في احتجاجات تالية أبرزها أحداث شارع محمد محمود التي وقعت في موجتين متتاليتين في نوفمبر ثم في ديسبمر 2011، وفي يناير 2012 في مسيرات الذكرى الأولى لثورة يناير 2011.
علم مينا دانيال راية تتألف من علم مصر الرسمي أضيفت إليه كتابةً باليد في الشريط الأبيض كلمة «حريّة» إلى جانب النسر وإلى الجانب الآخر منه في الشريط الأبيض كذلك رُسم شعار الهلال و الصليب الذي عُدّ في مصر شعار ما يُعرف في مصر بالوحدة الوطنية بين مسلميها و مسيحييها. على الصاري نفسه تحت علم مصر تُرفع راية حمراء أصغر حجما عليها أيقونة وجه مينا دانيال، الناشط الذي شهد معظم أحداث ثورة يناير 2011 قبل أن تصيبه في مقتل رصاصة في أحداث ماسبيرو فيمسي من ضحايها.
رفع المحتجون علم مينا دانيال في المظاهرات التي تلت أحداث ماسبيرو احتجاجا على استهانة الأجهزة الأمنية والشرطة والجيش بأرواح المصريين في الانتهاكات التي جرت أثناء أحداث ثورة يناير 2011 وما تلاها، وعدم محاسبة أي من المسؤولين عن تلك الانتهاكات من تعذيب وإحداث عاهات دائمة وقتل برغم معرفة مرتكيبها في أغلب الوقائع من بشهادات شهود وصور متداولة، وكذلك احتجاجا على هدم إعادة هيكلة تلك الأجهزة وضبط سياسيات وممارسات عملها بما يضمن عدم تكرار انتهاكاتها في حق المصريين.
يعدّ المتظاهرون راية مينا دانيال رمزا لصمود الثوّار في المواجهات مع الشرطة وقوات الجيش، خاصة في مواجهات أحداث شارع محمد محمود التي جرت في موجتين متتاليتين في نوفمبر وديسمبر 2011 بين المحتجين وقوات الشرطة. أثناء تلك المواجهات العنيفة رُفع محتجون بإصرار راية مينا دانيال في الصفوف الأمامية على الدوام في ظروف بالغة الخطورة، إذ كانت قوات الشرطة تقصف المتظاهرين بالغازات المسيّلة للدموع بكثافة بالغة لأيام متّصلة، ما أجبر عديدين من سكان المنطقة المحيطة على هجر منازلهم، كما كانت قوات الشرطة تطلق الرصاص الحي والمطاطي والخرطوش لتصيب وتقتل عشرات المحاجين في كل موجة، وتسيء معاملة من تعتقلهم وتعذّبهم قبل أن تسلّمهم إلى الجيش ليُجبروا على المثول أمام محاكم عسكرية فيما عٌرف بالمحاكمات العسكرية للمدنيين.